# Pentopetia lutea
Pentopetia lutea är en oleanderväxtart som beskrevs av Klackenberg och Civeyrel. Pentopetia lutea ingår i släktet Pentopetia och familjen oleanderväxter. Inga underarter finns listade i Catalogue of Life.